# Beth Behrs
Elizabeth Ann Behrs (sinh ngày 26 tháng 12 năm 1985) là một nữ diễn viên người Mỹ. Cô được biết đến nhiều qua vai Caroline Channing trong sitcom 2 Broke Girls (đài CBS, 2011–17).

## Danh sách phim

### Điện ảnh
| Năm  | Tên                                     | Vai             | Ghi chú    |
| ---- | --------------------------------------- | --------------- | ---------- |
| 2009 | American Pie Presents: The Book of Love | Heidi           | Hậu kỳ     |
| 2011 | Adventures of Serial Buddies            | Brittany        |            |
| 2012 | Route 30, Too!                          | Alien girl      |            |
| 2013 | Lò đào tạo quái vật                     | Carrie Williams | Lồng tiếng |
| 2015 | Chasing Eagle Rock                      | Deborah         |            |
| 2015 | Hello, My Name Is Doris                 | Brooklyn        |            |

### Truyền hình
| Năm      | Tên                            | Vai                      | Ghi chú |
| -------- | ------------------------------ | ------------------------ | --- |
| 2010     | NCIS: Los Angeles              | Female caroler           | Tập: "Disorder" |
| 2011     | Castle                         | Ginger                   | Tập: "Slice of Death" |
| 2011     | Pretty Tough                   | Regen                    | |
| 2011–17  | 2 Broke Girls                  | Caroline Wesbox Channing | Vai chính; 138 tập Đề cử – Teen Choice Award for Choice TV Breakout Star: Female Đề cử – People's Choice Award for Favorite TV Gal Pals (với Kat Dennings) |
| 2014     | 40th People's Choice Awards    | Chính cô                 | MC |
| 2015     | Repeat After Me                | Chính cô                 | 1 tập |
| 2016     | Home: Adventures with Tip & Oh | Moochie                  | Lồng tiếng |
| 2018     | The Big Bang Theory            | Nell                     | Tập: "The Separation Triangulation" |
| 2018–nay | The Neighborhood               | Gemma Johnson            | Vai chính |